# مسجد أحمد باي

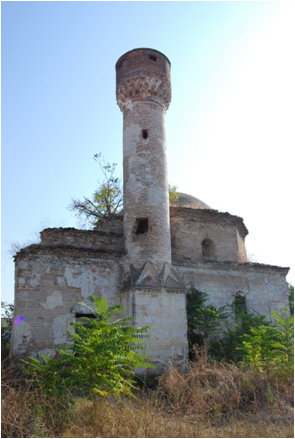
مسجد أحمد باي في اليونان

مسجد أحمد باي أحد أقدم المساجد والمعالم التاريخية في مدينة يانبتسا شمال اليونان، بني المسجد في القرن الخامس عشر في زمن الدولة العثمانية، على يد أحمد باي حفيد غازي إفرينوس فاتح تراقيا ومقدونيا ومؤسس المدينة.

## البنيان والمرافق
يتميز المسجد بتصميمه البسيط، ويتكون من قاعة صلاة مربعة ورواق ومئذنة، ومناطق حجرية، ومحراب محفوظ في داخله، وبعض النقوش والزخارف.
مئذنة المسجد ما زالت قائمة، يبلغ ارتفاعها 15.87 مترًا، نصف القبة التي يبلغ ارتفاعها سبعة أمتار انهارت بعد انفجار في السبعينيات، ولا تزال آثار الزخارف الملونة ظاهرة للعيان.
يضم بساحته قبر أحد علماء القرن الخامس عشر، وقبر غازي إفرينوس وبعض المعالم الأثرية والمؤسسات، مثل التكايا والمدارس.

## حالة المسجد
- حديثاً، تم تسليم المسجد إلى الجيش اليوناني الذي سلمه إلى البلدية المحلية إلى جانب معسكر عسكري أقيم حوله، ويصعب الوصول إلى المسجد بسبب كثرة النباتات حوله وفي داخله.

- تم تسجيله كأحد المعالم التاريخية في عام 1990، والمسجد حاليا يكافح من أجل الصمود والبقاء، وبحاجة ماسة إلى أعمال الترميم من الجهات المختصة.[5]